# Wisełka (Wolin)

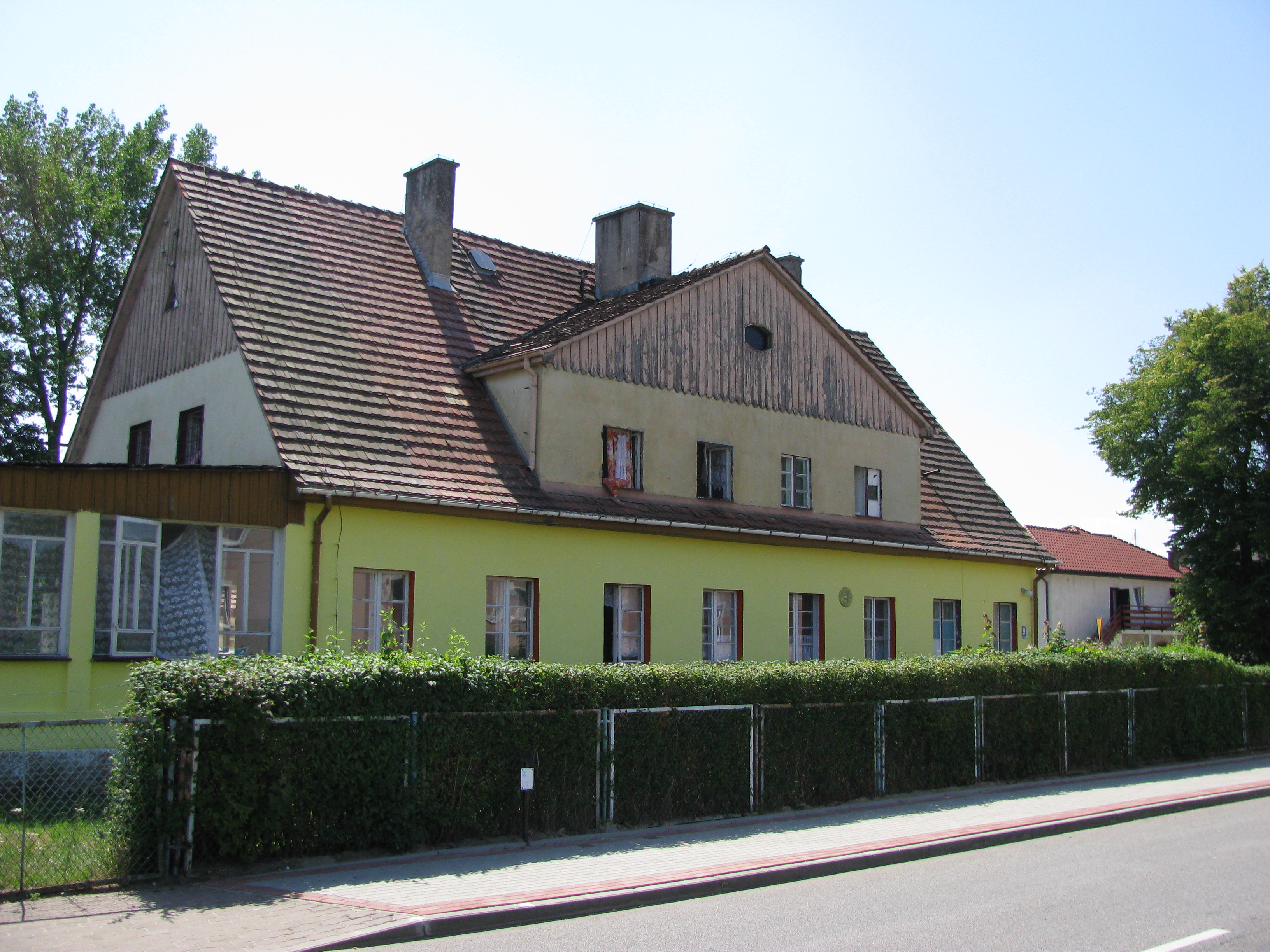
Gebäude an der Hauptstraße, ehemals im Besitz von Emil Ehmke

Wisełka [wisɛuka] (deutsch Neuendorf) ist ein kleiner Ferien- und Badeort in der  polnischen Woiwodschaft Westpommern. Der Ort gehört zur Stadt- und Landgemeinde Wolin (Wollin) im Powiat Kamieński (Camminer Kreis).

## Geographische Lage

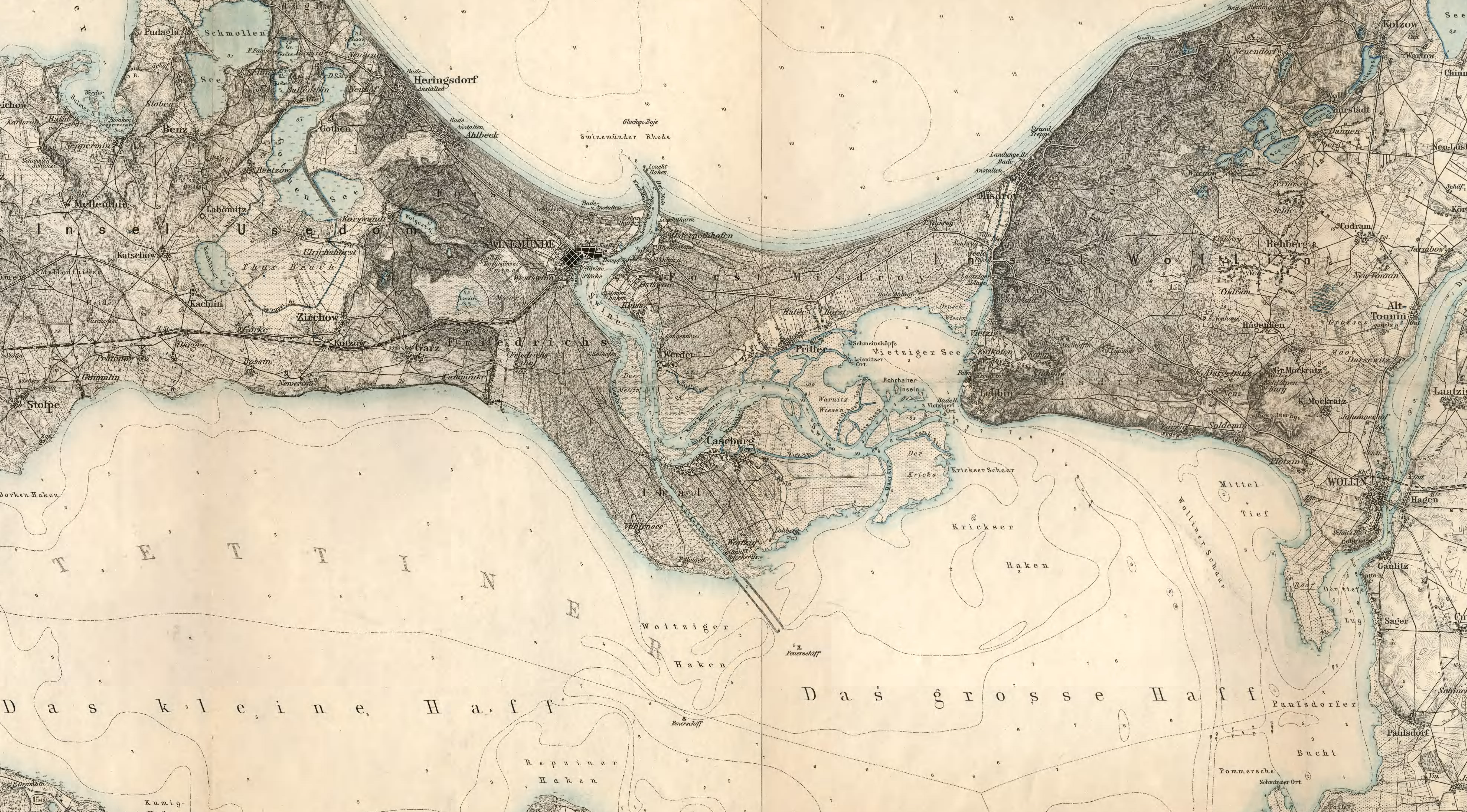
Neuendorf östlich der Ostsee-Hafenstadt Swinemünde und des Seebads Misdroy an der Pommerschen Bucht auf einer Landkarte von 1893

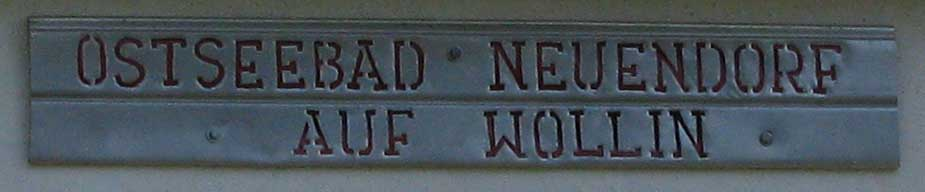
Schild mit der alten Ortsbezeichnung

Der Ort befindet sich an der Nordseite der Insel Wolin (Wollin) in Hinterpommern, etwa 1,5 km von der zur Ostsee gehörenden Pommerschen Bucht entfernt. Er liegt 10 km östlich von Międzyzdroje (Misdroy). Es ist kein großer Kurort, sondern ein kleiner Ort inmitten eines Kiefernwaldes am Rande des Nationalparks Wolin.

## Geschichte
Herzog Bogislaw X. erhielt 1517 mehrere Höfe in Neuendorf, Wollmirstädt und Kolzow von Jacob von Flemming im Tausch gegen ein Drittel des Dorfes Trebenow. Bei einer 1560 auf Anordnung Herzog Barnim IX. durchgeführten Visitation des Amtes Wollin gehörten zu Neuendorf zehn Hufen Land, sechs Bauern und ein Kossät.
Im Neuen topographisch-statistisch-geographischen Wörterbuch des Preußischen Staats von 1822 ist der Ort eingetragen als:
Neuendorf, königl. Dorf, Kreis Wollin, – Stettin, Amt Wollin, Kirchspiel Kolzow, 104 Seelen.
Nach den Zählungen des Dorfes von 1840 hatte Neuendorf 1007 ha Land, auf denen 14 Familien lebten, die in Fischerbooten unterwegs waren, und 10, die bereits mit Ostseeschwimmen beschäftigt waren. In der zweiten Hälfte des 19. Jahrhunderts bestand das Dorf aus einem Familienbesitz Buchholz mit einer Fläche von 912 ha und einem Bauer-Fischer aus der Region von Wolin mit einer Fläche von 246 ha. Zu dieser Zeit lebten im Dorf 190 Menschen.
„Von der zunehmenden Versandung bei Misdroy und Neuendorf heißt es, sie sei schwer zu verhüten, es werde aber bei Misdroy fleißig gezäunt und bei Dievenow ein Packwerk gemacht, die Zeit werde lehren, ob mit Erfolg“, schreibt der Verwaltungsbeamte Georg Wilhelm von Raumer über das Jahr 1744.
Das Amtsblatt der Preußischen Regierung zu Königsberg vom 11. November 1869 bezeichnet Wilhelm Carl Buchholz aus Neuendorf auf Wollin neben anderen als Steuermann I. Klasse (im Regierungsbezirk Stralsund).
Im Jahre 1874 gab es in Neuendorf 50 Haushalte und 30 Wohnhäuser. Die „Zeitschrift des Königlich preußischen statistischen Bureaus“ vom Jahre 1898 weist darauf hin, dass das Bad seit 1886 in den Berichten erwähnt worden sei. Bei der Herausgabe der Zeitschrift zählte die Landgemeinde 232 Einwohner. „Einfaches Badeleben. Saison vom 1. Juni bis zum 30. September.“
1899 wurde eine Eisenbahnstrecke von Wollin nach Misdroy gebaut. Nun konnte auch die Eisenbahnverbindung für die An- und Abreise der Gäste genutzt werden.
1905 zählte die Landgemeinde Neuendorf a. d. Insel Wollin 203 Einwohner. Sie gehörte inzwischen zum Standesamtsbezirk Wartow. In diesem Jahr hatte der Hof des Eigentümers Wilhelm Buchholz 238 Morgen Land nebst einem Bestand an Schafen und Rindern.

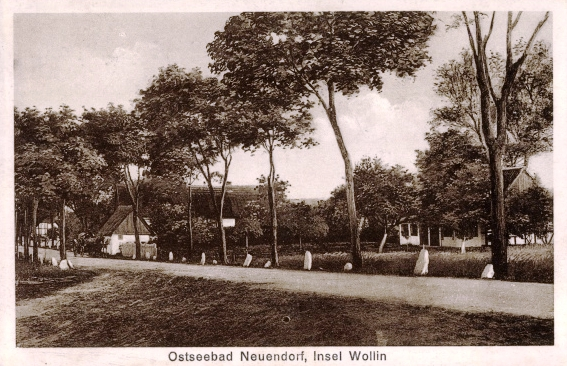
Neuendorf um 1910

Im Zeitraum 1918–1939 wurden Küstenbadegewässer gebildet.
1929 vergab die „Siedlungsgesellschaft Deutsch-Land“ in Berlin insgesamt 193 ha Land, und es gab in Neuendorf zwei Bauernhöfe mit über 50 ha, die im Besitz von G. Krause und A. Manthey standen.
In den Jahren des Nationalsozialismus (1933–1945) wurden einige Straßen im Ort umgetauft in „Hindenburgstraße“, „Adolf-Hitler-Straße“, „Göringstraße“ und „Goebbelsstraße“. Kurz vor Kriegsbeginn waren fast alle Familien im Ort mit „Fremdenverkehr“ betraut. Es gab insgesamt 71 Häuser, in denen fast ausschließlich Betten und Zimmer angeboten wurden. Die Hausbesitzer waren vielfach Frauen. Neben den Hotels und Gasthöfen Kurhaus Wünsch, Schössow, Kuhn und Bick gab es vier Fremdenheime und 63 Privat-Zimmervermieter. Unter letzteren befand sich das Gutshaus Blenck, an das heute noch die dahinführende Kastanienallee erinnert.
Alice Lesser, Ehefrau des jüdischen Redakteurs vom Neuen Wiener Tagblatt in Berlin Max Lesser, betrieb im Ort eine Pension. Da sie sich weigerte, sich von ihrem Mann scheiden zu lassen, wurde sie von der Gestapo verhaftet und ins KZ Ravensbrück deportiert. Das Internationale Komitee vom Roten Kreuz in Genf erkundigte sich regelmäßig nach der Frau, die in der Schälküche arbeitete. Am 30. April 1945 erlebte sie die Befreiung des Lagers durch die Rote Armee mit und wanderte 1948 nach Araruama in Brasilien aus.
Bis zum Ende des Zweiten Weltkriegs 1945 gehörte Neuendorf zum Landkreis Usedom-Wollin im Regierungsbezirk Stettin der preußischen Provinz Pommern des Deutschen Reichs.
Im Frühjahr 1945 wurde die Region von der Roten Armee besetzt und später von der Sowjetunion zusammen mit ganz Hinterpommern unter polnische Verwaltung gestellt. Es begann danach die Zuwanderung polnischer Migranten aus Zentralpolen und aus an die Sowjetunion gefallenen Gebieten östlich der Curzon-Linie. Die einheimische (deutsche) Bevölkerung  wurde bis 1946 von der örtlichen polnischen Verwaltungsbehörde aus Neuendorf vertrieben. Nach der Vertreibung der deutschen Einwohner wurde Neuendorf zunächst in „Nowa Wieś“ und 1948 durch die Namensfindungskommission in „Wisełka“ umbenannt.

### Demographie
| Jahr | Anzahl Einwohner | Anmerkungen                           |
| ---- | ---------------- | ------------------------------------- |
| 1818 | 104              | [ 4 ]                                 |
| 1859 | 190              | in vier Familien                      |
| 1867 | 210              | am 3. Dezember                        |
| 1871 | 193              | am 1. Dezember, sämtlich Evangelische |
| 1925 | 340              | [ 14 ]                                |
| 1933 | 353              | [ 15 ]                                |
| 1939 | 390              | [ 15 ]                                |

## Sehenswürdigkeiten
- Der Strand ist 1,5 km nördlich vom Dorf entfernt. Der Weg dahin führt durch den Buchen- und Eichenwald bis zu einem Kiefernwäldchen an der Düne. An dem wilden schmalen Strand mit dem weichen und sauberen Sand gibt es keine Seebrücke.
- Der Leuchtturm Kikut (Kieckturm, Strażnica) wurde im Forst Warnow in der zweiten Hälfte des 19. Jahrhunderts aus behauenen Feldsteinen erbaut. An derselben Stelle, auf dem Kiesberg, hatte sich vorher eine Leuchtbake von 1826 befunden. 1961 wurde der Turm zu einem vollautomatischen Leuchtturm (Latarnia morska „Kikut“) umgebaut und zu Beginn des Jahres 1962 vom Seeamt in Szczecin in Betrieb genommen. Er ist etwa 15 m hoch und befindet sich 91,5 m über dem Meeresspiegel und ist damit das höchstgelegene Leuchtfeuer Polens.[16] Das Licht ist rund 16 Seemeilen weit über die Ostsee zu sehen. Unweit davon, vom „Stinas Utkiek“ aus, soll einst Stina, Gefährtin von Klaus Störtebeker, Ausschau nach den Seeräubern gehalten haben. Wenn am Ufer eine rote Fahne wehte, soll Störtebeker gewusst haben, dass keine Gefahr drohte.[17]
- In Wisełka hat sich ein außergewöhnlich großer Bestand an historischen Pensionen des frühen 20. Jahrhunderts gehalten. Einige von ihnen sind Holzhäuser mit schönen Holzschnitzereien. Es gibt eine Umweltschutzzone zwischen den Straßen Nowowiejską, Leśną und Nadmorską, in der an das bestehende Gebäude- und Bauindustriemanagement eine gemischte Backstein- und Fachwerk-Architektur praktiziert wird.
- Der südlich des Dorfes gelegene See Wisełka (Neuendorfer See) mit einer Fläche von 20 ha ist von Wiesen und Wald umfasst und hat sandige, leicht zugängliche Ufer.
- Am Ufer des östlich des Dorfes gelegenen Sees Zatorek (Kleiner Neuendorfer See) verläuft ein 3,2 km langer Naturlehrpfad.
- Beim südlich gelegenen Ort Warnowo (Warnow) befindet sich der hufeisenförmige Kiebitzsee, auf dessen Halbinsel eine slawische Fluchtburg war, die im 16./17. Jahrhundert mit einem Jagdschloss des Pommernherzogs Johann Friedrich überbaut wurde.[18]

## Persönlichkeiten

### Persönlichkeiten, die im Ort geboren wurden
- Uwe Pump (* 1943), deutscher Buchautor

### Persönlichkeiten, die im Ort gewirkt haben
- Alfred Meister (1888–1914), deutscher Maler aus Stettin, malte im eigenen Atelier in Neuendorf
- Gerhart Hauptmann, deutscher Dramatiker und Schriftsteller (1896)[19]
- Alice Lesser (1881–1970), Pensionsbetreiberin, Opfer des Nationalsozialismus
- Hugo Rüdiger, deutscher Seeoffizier, Vize-Gouverneur von Ost-Afrika, bis Herbst 1896 Landeshauptmann von Neu-Guinea, Hafenkommandant, Fregattenkapitän und HAPAG-Kapitän (1898–1904)